# Province de Cercado (Beni)
Pour les articles homonymes, voir Province de Cercado.
La province de Cercado est l'une des huit provinces du département de Beni, en Bolivie. Son chef-lieu est la ville de Trinidad, qui est également la capitale du département de Beni.